# Альтикон
Альтикон (нем. Altikon) — коммуна в Швейцарии, в кантоне Цюрих.
Входит в состав округа Винтертур. Население составляет 622 человека (на 31 декабря 2007 года). Официальный код — 0211.